# Gilles Lebreton
Gilles Lebreton (ur. 11 października 1958 w Breście) – francuski prawnik, profesor, wykładowca akademicki i polityk, poseł do Parlamentu Europejskiego VIII i IX kadencji.

## Życiorys
W 1987 ukończył filozofię na Université Pierre et Marie Curie, a rok później uzyskał doktorat z prawa na Uniwersytecie Paryż II. Zawodowo związany z działalnością akademicką, specjalizując się w prawie publicznym. Objął stanowisko profesora prawa publicznego na Université du Havre, był też dziekanem wydziału stosunków międzynarodowych.
W 2000 wstąpił do suwerenistycznego Zgromadzenia na rzecz Francji, dwa lata później wspierał Jeana-Pierre'a Chevènementa w wyborach w 2002. W 2012 przyłączył się do ugrupowania Suwerenność, Niepodległość i Wolność, które zorganizował Paul-Marie Coûteaux. W tym samym roku został doradcą Marine Le Pen, z ramienia Frontu Narodowego bez powodzenia kandydował w wyborach parlamentarnych.
W 2014 Gilles Lebreton uzyskał mandat eurodeputowanego VIII kadencji. W 2019 z powodzeniem ubiegał się o reelekcję.
Odznaczony Orderem Palm Akademickich II klasy oraz Orderu Narodowego Zasługi V klasy.